# Will I Be Around
Will I Be Around is een nummer van de Nederlandse new wave-band A Silent Express. In april 2010 werd het uitgebracht als eerste single van de band en de leadsingle van het debuutalbum Now!

## Achtergrond
In april 2010 werd Will I Be Around gekozen tot 3FM Megahit. Ook won A Silent Express voor dit nummer in april 2011 de Schaal van Rigter, de prijs voor het meest gedraaide nummer van Nederlandse bodem op 3FM in 2010.

## Hitnoteringen en prijzen
Will I Be Around bereikte de Nederlandse Top 40. Hierin stond het zeven weken genoteerd, met twee weken op de eenentwintigste plek als hoogste notering.

### Nederlandse Top 40
| Hitnotering: 10-07-2010 t/m 21-08-2010 | Hitnotering: 10-07-2010 t/m 21-08-2010 | Hitnotering: 10-07-2010 t/m 21-08-2010 | Hitnotering: 10-07-2010 t/m 21-08-2010 | Hitnotering: 10-07-2010 t/m 21-08-2010 | Hitnotering: 10-07-2010 t/m 21-08-2010 | Hitnotering: 10-07-2010 t/m 21-08-2010 | Hitnotering: 10-07-2010 t/m 21-08-2010 | Hitnotering: 10-07-2010 t/m 21-08-2010 |
| Week:                                  | 1                                      | 2                                      | 3                                      | 4                                      | 5                                      | 6                                      | 7                                      |                                        |
| -------------------------------------- | -------------------------------------- | -------------------------------------- | -------------------------------------- | -------------------------------------- | -------------------------------------- | -------------------------------------- | -------------------------------------- | -------------------------------------- |
| Positie:                               | 35                                     | 26                                     | 21                                     | 21                                     | 25                                     | 30                                     | 37                                     | uit                                    |